# Przegląd Wojsk Lądowych

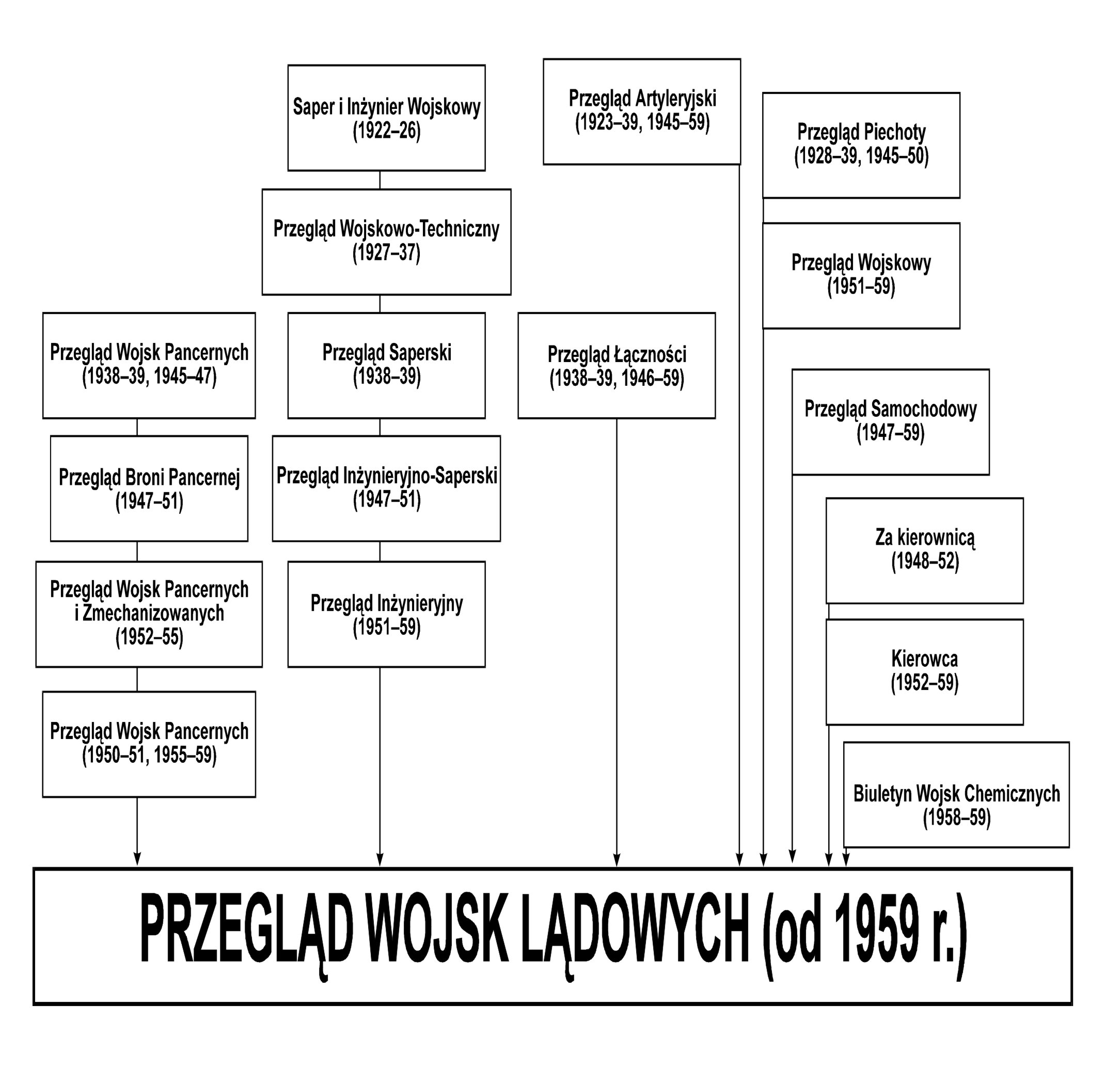
Specjalistyczne czasopisma Wojsk Lądowych

Przegląd Wojsk Lądowych (PWL) – czasopismo fachowo-wojskowe; miesięcznik. Powstał 5 czerwca 1959 na podstawie rozkazu Ministra Obrony Narodowej nr 031/MON.

## Historia
Etat redakcji obejmował początkowo: redaktora naczelnego, sekretarza redakcji, sześciu redaktorów działów, dwóch redaktorów-stylistów, redaktora technicznego, maszynistkę i referenta – razem 15 osób. Za skład, druk, kolportaż i finanse odpowiadało Wydawnictwo „Czasopisma Wojskowe” – jako nakładca.
Miesięcznik został powołany w celu zapewnienia lepszych warunków rozwoju teorii i praktyki różnych rodzajów wojsk i służb, w ścisłym powiązaniu z ogólnowojskowymi zagadnieniami taktycznymi, oraz dla ułatwienia wszechstronnego pogłębiania wiedzy przez oficerów różnych specjalności wojskowych wojsk lądowych. Miesięcznik powstał w wyniku połączenia 8 czasopism wojskowych: „Przeglądu Wojskowego”, „Przeglądu Wojsk Pancernych”, „Przeglądu Artyleryjskiego”, „Przeglądu Inżynieryjnego”, „Przeglądu Łączności”, „Przeglądu Samochodowego”, „Biuletynu Wojsk Chemicznych” oraz „Kierowcy”. Pierwszy jego numer ukazał się w lipcu 1959. Początkowo czasopismo wychodziło również w wersji niejawnej (w latach 1959–1961) jako kwartalnik. Od 1960 zaczęto wydawać jawne dodatki monotematyczne.
Redakcja „Przeglądu Wojsk Lądowych” jako pierwsza w Wojsku Polskim weszła w zachodnie struktury militarne. Od 1993 bowiem należała do European Military Press Association (Europejskiego Stowarzyszenia Prasy Wojskowej), aktywnie uczestnicząc w pracach tej organizacji. Wiceprezydentem stowarzyszenia był m.in. płk mgr Antoni Witkowski – były redaktor naczelny „Przeglądu Wojsk Lądowych”.

## Komitet Redakcyjny
Nakreślaniem założeń programowych miesięcznika i kierunków jego rozwoju zajmował się Komitet Redakcyjny. W jego skład wchodzili oficerowie związani ze szkoleniem wojsk z różnych instytucji centralnych MON, a po przejściu w podporządkowanie Dowództwa Wojsk Lądowych – zastępcy dowódcy wojsk lądowych, szefowie rodzajów wojsk, szefowie szkolenia okręgów wojskowych i korpusów, komendanci wyższych szkół oficerskich oraz komendant Wydziału Wojsk Lądowych Akademii Obrony Narodowej. W latach 1959–1999 Komitetem Redakcyjnym przewodniczyli:
- Główni Inspektorzy Szkolenia:
  - gen. broni Zygmunt Duszyński (1959–1966),
  - gen. broni Jerzy Bordziłowski (1966–1968),
  - gen. dyw. Tadeusz Tuczapski (1968–1971),
  - gen. broni Eugeniusz Molczyk (1971–1986);
- szefowie Głównego Zarządu Szkolenia Bojowego WP:
  - gen. broni dr Wojciech Barański (1986–1989),
  - gen. dyw. Edmund Bołociuch (1989–1990);
  - gen. dyw. Henryk Szumski (1990–1992);
- szef Inspektoratu Szkolenia Sztabu Generalnego WP:
  - gen. dyw. Leon Komornicki (1993–1997);
- dowódcy Wojsk Lądowych:
  - gen. broni Zbigniew Zalewski (1997–2000);
  - gen. broni Edward Pietrzyk (2000–2006).

Ważną rolę odgrywali zastępcy przewodniczącego Komitetu Redakcyjnego. Oni byli codziennymi opiekunami redakcji, oni znali jej problemy i troski, przychodząc wielokrotnie z pomocą. Funkcję tę pełnili:
- gen. dyw. dr Jan Śliwiński (1962–1965),
- gen. dyw. Józef Stebelski (1968–1972),
- gen. dyw. Stanisław Antos (1973–1978),
- gen. broni dr Wojciech Barański (1978–1986),
- gen. bryg. Edmund Bołociuch (1986–1989),
- gen. dyw. Julian Lewiński (1990–1992),
- gen. dyw. Aleksander Poniewierka (1993–2002);
- gen. broni Andrzej Tyszkiewicz (2003–2004),
- gen. bryg. rez. Brunon Herrmann (2004–2006).

## Redaktorzy naczelni
- płk dypl. Stanisław Szulczyński (1959–1965)
- płk dypl. Czesław Michniewicz (1965–1973)
- płk mgr Remigiusz Surgiewicz (1973–1990)
- płk mgr Antoni Witkowski (1990–1995)
- płk dr Zbigniew Moszumański (1995–2002)
- ppłk mgr inż. Marek Olszewski (2002–2006)

## Sekretarze redakcji – zastępcy redaktora naczelnego
- płk mgr Wiktor Mielczarek (1959–1974)
- płk mgr Adam Okołowski (1974–1977)
- płk mgr Antoni Witkowski (1978–1990)
- płk mgr inż. Zbigniew Moszumański (1990–1995)
- ppłk dr Ryszard Radziejewski (1995–1998)
- mjr mgr Wojciech Hajnus (1999–2004[1])
- mjr mgr Bogusław Bernacki (2000–2002)[2]
- mjr mgr Grzegorz Walo (2002–2004)
- mjr mgr Paweł Baran (2004–2006)
- p.o. kpt. mgr inż. Sławomir Ratyński (2006)

## Działy tematyczne
- Organizacja i szkolenie sztabów,
- Szkolenie wojsk,
- Logistyka,
- Pedagogika wojskowa,
- Kalejdoskop,
- Sprawozdania i recenzje.

## Odznaczenia Redakcji „PWL”
- Złoty Krzyż Zasługi – 1984
- Odznaka Zasłużony dla Wynalazczości i Racjonalizacji – 1992
- Złota Odznaka za Zasługi w Zwalczaniu Powodzi – 1983
- Medal Pamiątkowy za Osiągnięcia w Służbie Wojskowej – 1979
- Medal Komisji Edukacji Narodowej – 1980

## Doroczne Nagrody
Po raz pierwszy w "Przeglądzie Wojsk Lądowych" odnotowano przyznanie dorocznych nagród za 1978. Otrzymali je:
- gen. bryg. dr Edward Łańcucki
- płk dypl. mgr Franciszek Góral
- płk dypl. mgr Mieczysław Małkiewicz
- płk dypl. Kazimierz Pachowski
- płk doc. dr Stanisław Soroka
- płk dr Stanisław Śledź
- ppłk dr Tadeusz Janiszewski
- kpt. dypl. Jerzy Krysztof
- kpt. mgr inż. Jacek Parliński
- kpt. dypl. Jerzy Reinert
- kpt. mgr Julian Skrzyp[3]
- por. inż. Zbigniew Moszumański
- por. inż. Stefan Panczocha

Nagród za 1979 z nieznanych przyczyn nie odnotowano na łamach „PWL”, mimo że je przyznano. W latach 1980–1993 Doroczną Nagrodę „Przeglądu Wojsk Lądowych” przyznawano za aktywność publicystyczną. Otrzymali ją:
za 1980
- płk dr Adam Bagłajewski
- płk dr Leonard Boguszewski
- płk dypl. Zygmunt Czarnotta
- płk dypl. mgr Franciszek Góral
- płk dr Tadeusz Janiszewski
- płk dypl. mgr Mieczysław Małkiewicz
- płk dypl. Kazimierz Pachowski
- płk dypl. Zenon Siwiec
- płk dr Ryszard Urliński
- płk dypl. w st. spocz. Zygmunt Wontrucki
- mjr dypl. Jan Klejszmit
- mjr dr Julian Skrzyp
- kpt. lek. Jerzy Miłkowski
- por. inż. Andrzej Mączyński

za 1981
- płk dypl. mgr Franciszek Góral
- płk dypl. mgr Michał Humenny
- płk dr Tadeusz Janiszewski
- płk doc. dr Czesław Jędrys
- płk dr Ryszard Urliński
- płk w st. spocz. Zygmunt Wontrucki
- ppłk Julian Niciński
- ppłk dypl. Stefan Wiejak
- mjr dypl. Jan Klejszmit
- mjr mgr inż. Stefan Naczyński
- kpt. lek. Jerzy Miłkowski

za 1982
- płk dypl. Zygmunt Czarnotta
- płk dypl. mgr Franciszek Góral
- płk dr Tadeusz Janiszewski
- płk dr Zbysław Szymczak
- płk dr Ryszard Urliński
- płk dypl. Stefan Wiejak
- płk prof. dr hab. Lesław Wojtasik
- ppłk dypl. Ryszard Konopka
- mjr mgr inż. Tadeusz Nowak

za 1983
- płk dypl. Zygmunt Czarnotta
- płk dypl. mgr Franciszek Góral
- płk dypl. Kazimierz Pachowski
- płk dr Zbysław Szymczak
- ppłk w st. spocz. Czesław Lipka
- ppłk dr Stefan Olszewski
- ppłk dr inż. Ryszard Sobczak
- ppłk mgr Henryk Śnieżek
- mjr mgr Włodzimierz Borzęcki

za 1984
- płk dypl. Zygmunt Czarnotta
- płk dypl. mgr Franciszek Góral
- płk doc. dr Tadeusz Janiszewski
- płk doc. dr Czesław Jędrys
- płk dypl. Antoni Stuglik
- płk dypl. Stefan Wiejak
- ppłk dr inż. Jerzy Garstka
- ppłk dr inż. Ireneusz Nowak
- mjr dypl. inż. Wiktor Matczyński

za 1985
- płk dypl. Zygmunt Czarnotta
- płk dypl. mgr Franciszek Góral
- płk dypl. Ryszard Kardas
- płk dypl. Kazimierz Pachowski
- płk dr Stanisław Śledź
- ppłk mgr inż. Tadeusz Bartosik
- ppłk mgr inż. Leon Sadowski
- mjr dypl. inż. Wiktor Matczyński
- mjr dypl. inż. Leszek Oleksyn

za 1986
- płk dypl. Zygmunt Czarnotta
- płk dypl. mgr Franciszek Góral
- płk doc. dr Tadeusz Janiszewski
- płk dr Stanisław Śledź
- płk w st. spocz. Edward Wieczorek
- płk mgr inż. Jan Zydroń
- ppłk dr inż. Jerzy Garstka
- ppłk dr inż. Antoni Strzymiński
- mjr dypl. inż. Zbigniew Gomulak

za 1987
- płk dypl. Zygmunt Czarnotta
- płk dypl. mgr Franciszek Góral
- płk doc. dr Tadeusz Janiszewski
- płk dr Stanisław Śledź
- ppłk dr Stanisław Adamowicz
- ppłk mgr inż. Alfred Gmur
- mjr dr inż. Edward Araszkiewicz

za 1988
- płk dypl. Zygmunt Czarnotta
- płk mgr inż. Jan Gajde
- płk dypl. mgr Franciszek Góral
- płk dr inż. Ireneusz Nowak
- płk dr Zbigniew Rusin
- płk mgr Zenon Skowroński
- płk dr Stanisław Śledź
- ppłk mgr Ryszard Radziejewski
- kpt. mgr Mieczysław Skonieczny

za 1989
- płk dypl. Zygmunt Czarnotta
- płk dr Stanisław Kotlicki
- płk doc. dr Stefan Olszewski
- ppłk dypl. Waldemar Figiel
- ppłk mgr inż. Alfred Gmur

za 1990
- płk dypl. Zygmunt Czarnotta
- płk dr Stanisław Śledź
- płk dr inż. Antoni Tunkiewicz
- płk dr Andrzej Ostrokólski
- mjr dypl. Zdzisław Sakowski

za 1991
- płk dypl. Zygmunt Czarnotta
- płk dypl. Marian Kawczyński
- ppłk dr inż. Jerzy Garstka
- ppłk dypl. Stanisław Terek

za 1992
- płk dr inż. Józef Michniak
- ppłk dr inż. Ryszard Dorożyński
- por. inż. Eugeniusz Karmiłowicz

za 1993
- płk dypl. w st. spocz. Zygmunt Czarnotta
- płk dr hab. inż.  Stanisław Dworecki[4]
- płk dr inż. Władysław Giruć
- płk dr hab. Marian Kopczewski[5]
- płk dr hab. Zbigniew Ścibiorek[6]
- kpt. inż. Ireneusz Piórkowski

Doroczną Nagrodę „Przeglądu Wojsk Lądowych” – kordzik przyznawano w latach 1994–1999. Otrzymali je:
za 1994
- za długoletnią współpracę:
  - płk dypl. w st. spocz. Zygmunt Czarnotta
- za dużą aktywność publicystyczną:
  - ppłk mgr Leszek Jaworski
  - mjr dypl. Andrzej Raus
  - mjr inż. Zbigniew Straszyński
- za udany debiut:
  - por. inż. Andrzej Tomczak

za 1995
- za dużą aktywność publicystyczną:
  - płk dr inż. Lesław Dadas
  - ppłk dypl. Waldemar Figiel
  - ppłk dr inż. Jan Przanowski
- za udany debiut:
  - ppor. inż. Marek Bojarczuk

za 1996
- za dużą aktywność publicystyczną:
  - ppłk dr  Waldemar Kaczmarek[8]
  - kpt. dypl. Marek Wrzosek[9]
- za udany debiut:
  - mjr dypl. Henryk Wasiurdziak

za 1997
- za długoletnią współpracę:
  - płk rez. dr hab. Marian Kopczewski
- za dużą aktywność publicystyczną:
  - ppłk dypl. Zdzisław Sakowski
  - ppłk dypl. Mirosław Kołodziejczyk
  - mjr mgr inż. Tadeusz Leszczyński
- za udany debiut:
  - ppor. inż. Radosław Olcha

za 1998
- za długoletnią współpracę:
  - płk dypl. w st. spocz. Zygmunt Czarnotta
- za dużą aktywność publicystyczną:
  - gen. bryg. dr Włodzimierz Michalski
  - ppłk dr Andrzej Bujak
  - mjr dypl. Jerzy Fela
  - mjr mgr inż. Roman Bogacki
- za udany debiut:
  - kpt. mgr inż. Jarosław Jaźwiński

za 1999
- za dużą aktywność publicystyczną:
  - gen. bryg. Ryszard Żuchowski
  - płk w st. spocz. dr Tadeusz Mirowski
  - mjr mgr inż. Mieczysław Chwirot
  - kpt. dypl. Stanisław Kaczyński
- za udany debiut:
  - por. inż. Marcin Szymański

Po zmianach organizacyjnych w latach 2000–2005 były przyznawane Doroczne Nagrody Prasowe Zespołu Redakcyjnego Wojsk Lądowych – kordziki. Otrzymali je:
za 2000
- za dużą aktywność publicystyczną:
  - płk mgr inż. Janusz Wawrzynów
  - płk mgr Stefan Naczyński
  - płk dr inż. Wiktor Matczyński
  - mjr mgr Edward Nowak
  - kpt. dr Adam Paweł Olechowski
- za udany debiut:
  - kpt. dypl. Robert Paweł Widzisz

za 2001
- za długoletnią współpracę:
  - płk w st. spocz. dr hab. Ireneusz Nowak
- za dużą aktywność publicystyczną:
  - gen. bryg. dr inż. Edmund Smakulski
  - ppłk rez. mgr Jerzy Dąbrowski
  - mjr dypl. Grzegorz Jasiukiewicz
  - mjr mgr Sylwester Michalski
  - mjr dypl. Adam Radomyski
- za udany debiut:
  - por. inż. Tomasz Mielczarek

za 2002
- za długoletnią współpracę:
  - gen. bryg. Waldemar Skrzypczak
  - płk dypl. Jerzy Zatoński
- za dużą aktywność publicystyczną:
  - płk mgr inż. Paweł Boniewicz
  - ppłk mgr inż. Marek Paszkowski
  - por. inż. Robert Basałyga
- za udany debiut:
  - por. inż. Andrzej Głowacki

za 2003
- za długoletnią współpracę:
  - gen. dyw. Andrzej Baran
  - gen. bryg. rez. Brunon Herrmann
  - płk mgr Piotr Pabisiak-Karwowski
- za dużą aktywność publicystyczną:
  - gen. dyw. Marek Samarcew
  - mjr mgr Andrzej Stec
  - st. chor. Wojciech Majeran
- za udany debiut:
  - por. inż. Rafał Śmiałkowski
  - ppor. mgr inż. Edyta Soszyńska

za 2004
- za długoletnią współpracę:
  - kpt. Tomasz Mielczarek
- za dużą aktywność publicystyczną:
  - ppłk dr Stanisław Topolewski
  - mjr Jacek Lasota
  - kpt. Krzysztof Plażuk
- za udany debiut:
  - mjr Ray Wojcik
  - kpt. inż. Adam Tokarczyk

za 2005
- za długoletnią współpracę:
  - gen. dyw. Fryderyk Czekaj
  - kpt. dypl. Jerzy Stanecki
- za dużą aktywność publicystyczną:
  - płk dypl. Mirosław Siedlecki
  - kmdr ppor. inż. Bartosz Zajda
- za udany debiut:
  - kpt. inż. Dariusz Kacperczyk
  - por. inż. Sławomir Kiraga